# Ziba erythrogramma
Ziba erythrogramma is een slakkensoort uit de familie van de Mitridae. De wetenschappelijke naam van de soort is voor het eerst geldig gepubliceerd in 1931 door Tomlin.